# Kara Sports Cars

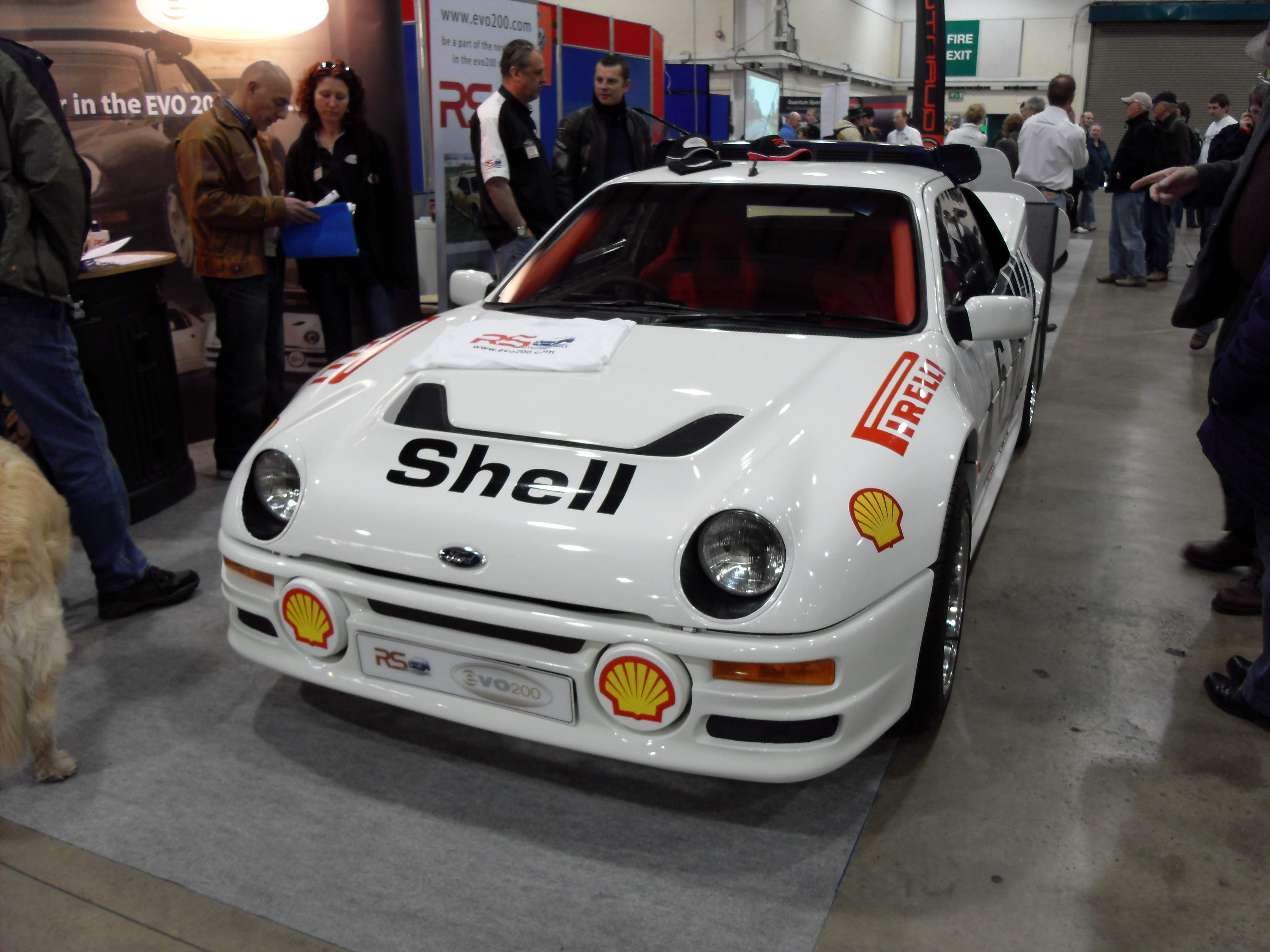
Kara 430

Kara Sports Cars war ein britischer Hersteller von Automobilen.

## Unternehmensgeschichte
Richard Sellicks und Peter Baisden gründeten 1991 das Unternehmen in Southend-on-Sea in der Grafschaft Essex. Sie begannen mit der Produktion von Automobilen und Kits. Der Markenname lautete Kara. 1993 endete die Produktion. Mercury Motorsport, RS Automotive und RS Motorsport setzten die Produktion unter eigenen Markennamen fort. Insgesamt entstanden bisher etwa 115 Exemplare.

## Fahrzeuge
Das einzige Modell war der 430. Er war vom Ford RS 200 inspiriert. Ein Spaceframe-Rahmen bildete die Basis. Radaufhängungen, Lenkung und Bremsen kamen vom Ford Sierra. Verschiedene Vierzylindermotoren und V6-Motoren von Ford, V6-Motoren von Renault und V8-Motoren trieben die Fahrzeuge an.